# Princesa Angeline

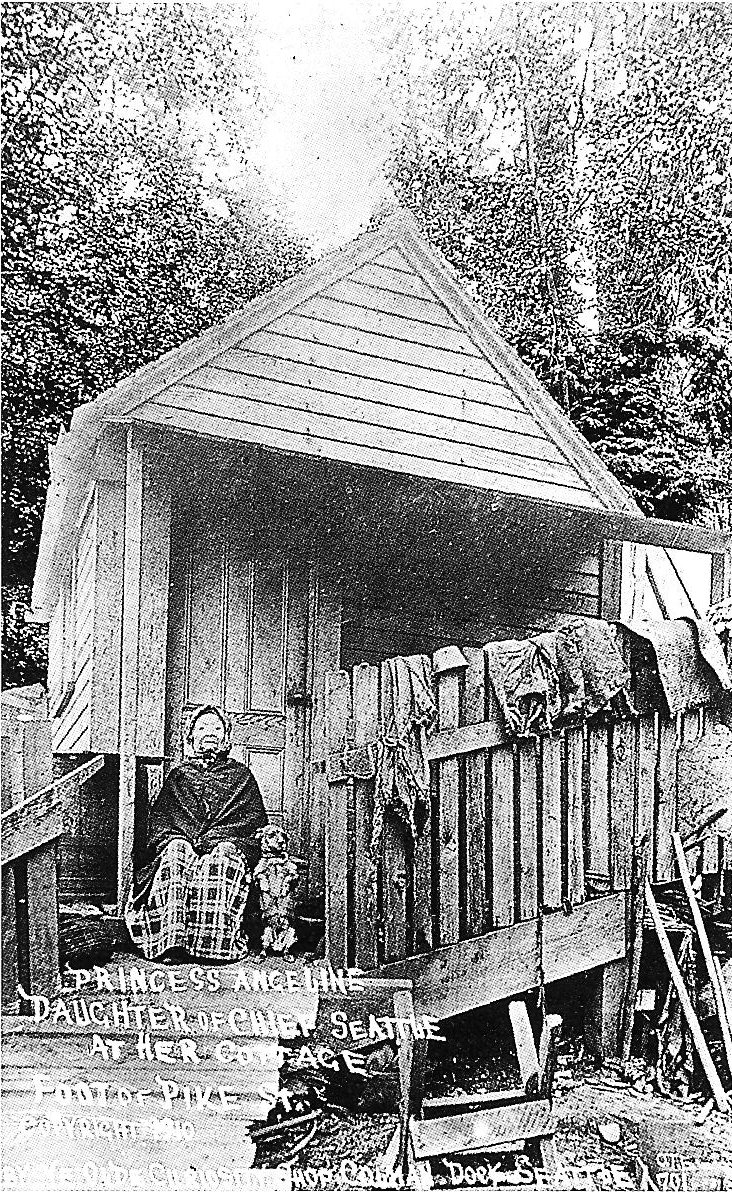
Postal con la Princesa Angeline delante de su casa cerca de Pike Street, Seattle, Washington.

La Princesa Angeline  (ca. 1810-29 de mayo de 1896), también conocida como Kikisoblu, fue la hija mayor del Jefe Seattle. El nombre se lo dieron los primeros colonos de Seattle. El tratado de Point Elliott de 1855 requería que todos los indios duwamish dejasen sus tierras por las reservas, pero Angeline ignoró la orden y se quedó en la ciudad. 
Angeline se quedó en una cabaña en los muelles en Western Avenue entre las calles Pike y Pine, cerca de la actual Pike Place Market, y se ganó la vida con la compraventa de ropa usada y vendiendo cestas artesanales en las calles de Downtown. Al igual que su padre, se convirtió al catolicismo. Fue enterrada en el cementerio Lake View, en el Capitol Hill. La Crónica de la Academia de Nombres Sagrados publicó en su memoria:

Muerte de la Princesa Angeline, 29 de mayo de 1896. Con la muerte de Angeline Seattle pasó a mejor vida la última descendiente directa del gran Jefe Seattle de quien la ciudad toma su nombre. Angeline —Princesa Angeline, como era generalmente llamada— era famosa en todo el mundo... Angeline era una figura familiar de las calles, encorvada y arrugada, con un pañuelo rojo sobre su cabeza, un chal puesto, andando lenta y dolorosamente con la ayuda de un bastón; no era infrecuente ver a esta anciana india sentada en la acera recitando el rosario con devoción. La amabilidad y generosidad de la gente de Seattle hacia la hija del jefe... se demostró en las exequias de su funeral que tuvo lugar en la Iglesia de Nuestra señora de la Buena Esperanza. La iglesia fue magníficamente decorada; sobre un lúgubre catafalco cubierto, en un ataúd con forma de canoa descansaba todo lo que era mortal de la Princesa Angeline.